# Choa Kok Sui
Choa Kok Sui, znan tudi kot MCKS (to je: mojster Choa Kok Sui) ali GMCKS (to je: veliki mojster Choa Kok Sui), filipinski duhovni učitelj, jogi, duhovni filozof, pisec in zdravilec. * 15.08.1952, Cebu City, Filipini, † 19. marec 2007.
Utemeljil je duhovno tehnologijo, katere del so pranic healing (izraza praktiki prevajajo v slovenščino), arhatska joga, pranični feng šuj in MCKS Krijašakti.

## Družinsko življenje
Choa Kok Sui se je rodil na Filipinih 15. avgusta 1952 premožnim staršem kitajskega rodu. Oče je bil protestant in prostozidar, mati pa budistka, ki je častila boginjo Kuan Jin. Svojega družinskega življenja Choa Kok Sui ni rad izpostavljal. Znano je, da je imel več bratov in sester , in da sta se z ženo zaradi utemeljitve sistema Pranic Healinga v osemdesetih letih razšla.

## Duhovnost in zdravilstvo
Choa Kok Sui se je izšolal za kemijskega inženirja, nato pa je postal poslovnež.. Že pri dvanajstih letih je imel Choa Kok Sui enciklopedično znanje s področja duhovnosti in zdravilstva, saj je prebiral knjige o jogi, misticizmu, čigungu, psihičnih pojavih, rozenkrojcerjih, teozofiji, Astari in šoli Arkane. Osemnajst let je Choa Kok Sui preučeval knjige o duhovnosti, obiskoval jogije, mojstre čigunga, zdravilce in ljudi z jasnovidnimi sposobnostmi. Choa Kok Sui je trdil, da je imel stik z nereinkarniranimi mojstri iz domnevnih »duhovnih svetov«, pri čemer izstopata Mei Ling, ki naj bi živel kot zgodovinska tibetanska osebnost Padmasambhava, in Chohan Jig Mei Lingpa, ki da je nekoč prav tako živel kot Tibetanec.
Choa Kok Sui je leta 1971 spoznal filipinskega duhovnega mojstra, učitelja in zdravilca po imenu Dabon (oziroma Mang Dabon), vernega kristjana, strokovnjaka za praktično kabalo, jasnovidca in zelo močnega zdravilca, ki naj bi bil sposoben v trenutku zdraviti zelo težke bolezni. Dabon, ki je umrl leta 1981,  je močno vplival na Choo Kok Suija. Preko tega učitelja naj bi Choa Kok Sui prišel v stik z mojstroma iz »duhovnega sveta«, to je z Mei Lingom in  Chohanom Jig Mei Lingpo. Leta 1972 je Choa Kok Sui spoznal flipinskega duhovnega mojstra, učitelja in zdravilca po imenu Nenet (oziroma Mang Nenet). Nenet /† 1999) je bil teozof, poet, pravnik ter kristjan, ki je bil jasnovidec in telepat, zdravil pa je s pomočjo oraciona, to je krščanskih molitev, predvsem Rožnega venca, poleg tega pa je uporabljal tud zdravljenje s talismani. Leta 1975 je Choa Kok Sui spoznal flipinskega jasnovidca, pianista in pevca po imenu Mike (oziroma Mang Mike, † 2003). S pomočjo Neneta in Mikea je Choa Kok Sui testiral vrsto meditacij, jogijskih vaj in načinov zdravljenja. Pri tem se je Choa Kok Sui oslonil na navzkrižno testiranje jasnovidnih zaznav Neneta in Mikea, ne da bi slednja vedela za sporočila drug drugega. Na ta način je Choa Kok Sui npr. ugotovil kakšen je videz čaker. Jasnovidca naj bi Choi Kok Suiju iz nevidnega sveta prenašala tudi sporočila Mei Linga in Dabona.. 

### Duhovna tehnologija mojstra Choe Kok Suija
V osemdesetih letih je Choa Kok Sui s pomočjo Neneta in Mikea razvil svojo duhovno tehnologijo, ki ji nikoli ni dal skupnega imena. Posebno mesto v tej duhovni tehnologiji ima tim. izgradnja značaja, utemeljena na upoštevanju zakona karme in potrebe po moralnem življenju. Ta duhovna tehnologija med drugim zajema sledeča področja:
- pranic healing
- arhatska joga
- pranični feng šuj
- MCKS krijašakti
- višja jasnovidnost

#### pranic healing
Pranic healing oglašujejo kot zdravilno bioenergijsko metodo. Posebnosti pranic healinga so, da že na osnovni stopnji najprej uporablja »energijsko« čiščenje in šele nato dovajanje »energije«, pri tem pa se uporablja tudi posodo z vodo, v katero se shranjuje umazana prana, vsebuje pa tudi delo z enajstimi glavnimi čakrami. Na napredni stopnji pranic healing vključuje še zdravljenje teh čaker z barvami, na tretji stopnji pa vsebuje tudi pranično psihoterapijo, kjer je mogoče uporabiti terapijo čaker, da bi se izboljšalo duševno počutje. Pranic healing vključuje še naprednejše stopnje kot so zdravljenje s kristali, zaščita pred psihičnimi (paranormalnimi) napadi ter oblikovanje obraza in telesa s pomočjo prane. V sistemu pranic healinga se uči tim. »Meditacija dveh src«, ki vsebuje meditiranje na srčno in kronsko čakro, obenem z blagoslavljanjem planeta Zemlja in živih bitij na njej, molitvijo Sv. Frančiška Asiškega in uporabo mantre Om ali Amen.

#### Ahatska joga
Arhatska joga razen osnov kot so »Joga super-možganov«, »Meditacija dveh src« in »Meditacija na modri biser«, ni javno ni dostopna, poučuje se zgolj kot skrivni nauk med naprednimi učenci. Arhatska joga velja za sintezo več različnih jog kot so poenostavljena hata joga, radža joga, bakti joga, djana joga, kundalini joga, karma joga, džnana joga in mantra joga. Arhatska joga na pripravljalni stopnji vsebuje tehnike jogijskega dihanja-pranajamo, fizične vaje in štiri glavne meditacije. »Meditacija dveh src« je enaka kot v sistemu pranic healing. »Meditacija na modri biser« vsebuje meditacijo radža joge na tim. modri biser sredi glave ki v duhovni tradiciji velja za terminal, preko katerega naša nižja duša dobi stik z višjo dušo. »Arhatska kundalini meditacija« skuša na varen način prebuditi »energijo« kundalini. »Arhatski djan« pa je prilagojena meditacija zavedanja, ki je sicer poznana pod imeni djana, čan in zen.  Na višjih ravneh arhatske joge naj bi se učenec učil aktiviranja čaker v pravilnem zaporedju, nato povezovanja teh čaker, sledi delo z notranjo alkimijo, zn duhovnim mostom oziroma »energijskim« kanalom nad glavo ter z razvojem »zlatega eteričnega telesa«. Na še višjih ravneh se učenec nauči aktivirati dvanajsto čakro, ki se nahaja 30 cm nad glavo,  ustvariti »energijski« vrtinec na čelu (tim. »rog enoroga«) in nato doseči skoraj popolno samouresničenje, to je postati arhat ali paramahansa. Ker je sistem arhatske joge v primeru nepripravljenosti lahko nevaren, obstajajo vnaprej določeni časovni mejniki za prehod na vsakokratno višjo stopnjo, obenem pa tudi testiranja pripravljenosti za prehod pri vsakem učencu posebej.

#### Pranični fengšuj
Pranični feng šuj je znanje o praničnem feng šuju. To znanje javno ni dostopno, poučuje se zgolj kot skrivni nauk med naprednimi učenci. Ta nauk naj bi vseboval zelo specifično obliko feng šuja, ki se močno razlikuje od običajnega prakticiranja feng šuja. Pranični feng šuj naj bi sicer priznaval pomen klasične šole oblik, vendar pa se ne ukvarja s specifičnimi »energijami«, ki naj bi bile v klasičnem feng šuju posledica rojstva in koledarskih ciklov. Namesto tega naj bi ta feng šuj zajemal nauk o skrivnih smereh, kjer naj bi se zadrževale »energije« obilja ali pa duhovne »energije«, nauk o zaznavanju (»skeniranju«) teh smeri in »energij« v prostoru ter uporabo miselne moči v feng šuju ter skrivni nauk o povezavi feng šuja in čaker.

#### MCKS krijašakti
MCKS krijašakti obsega duhovna znanja kako priti do blaginje in uspeha V krijašakti je posebej poudarjan pomen dajanja desetine za ljudi v stiski in v duhovne namene, prav tako pa tudi pomen primernega »pooblaščanja«, ko darujemo denar. Krijašakti Choe Kok Suija javno ni dostopna, poučuje se zgolj kot skrivni nauk med naprednimi učenci. Ta nauk naj bi vseboval znanja kako se znebiti neprimernih miselnih oblik in kako gojiti ugodne miselne oblike za blaginjo, kako meditirati na blaginjo, katere geste rok in oči lahko uporabimo za izboljšanje blaginje, kdaj darovati med prvimi in kdaj med zadnjimi, če hočemo ustvariti možnosti za povečanje obilja, ter kako negovati čakro, ki jo povezujejo z osebno blaginjo.

#### Višja jasnovidnost
Tudi to učenje Choe Kok Suija javno ni dostopno, poučuje se zgolj kot skrivni nauk med naprednimi učenci. Pri tej metodi se učenec uči razvijati jasnovidne sposobnosti in tehnik za videnje aure in čaker.

### Duhovna filozofija Choe Kok Suija
Duhovna filozofija Choe Kok Suija je utemeljena na iskanju praktične uporabe znanj iz starih duhovnih sistemov ter tudi na podlagi sodobnejših spoznanj o delovanju čaker. Nanj so zelo velik vtis pustile najmanj štiri velike religije: hinduizem, krščanstvo, budizem in judaizem.

#### Vrhovni Bog ali Parabraman in duhovne trojice
Choa Kok Sui je verjel v obstoj Boga in njegove meditacije so zmeraj vsebovale tudi sklic (invokacijo) na Boga. Vrhovni Bog, ki ga je poimenoval s hindujskim imenom Parabraman, se po njegovem razodeva na več ravneh in tako naj bi obstajal vesoljni Parabraman, solarni Parabraman in tudi planetarni Parabraman.  Choa Kok Sui je verjel tudi v trojico Brame, Šive in Višnuja.  Razlagal je, da je Brama konceptualno soroden Svetemu Duhu, Šiva Bogu Očetu ter Višnu/Krišna Božjemu Sinu.

#### Karma, nauk o duši in reinkarnaciji
Choa Kok Sui je verjel v karmo ter v reinkarnacijo. Vrhovni Bog naj bi bil  vsaki duši prisoten kot Božja iskra ali paramatma. Nižje od Božje iskre je višja duša ali atma, ki naj bi bila povezana s konceptom »jaz sem«. Inkarnirana duša ali dživatma naj bi se nahajala še nižje, v čakri, ki se nahaja 30 centimetrov nad fizičnim telesom.  Le del inkarnirane duše se nahaja v telesu in je z inkarnirano dušo povezan preko duhovne niti. Naša naloga naj bi bila, da se najprej močneje povežemo z inkarnirano dušo, nato pa še z višjim jazom in s samim Bogom. 

#### Izgradnja značaja
Choa Kok Sui je zaradi pomena duhovnega razvoja posebej izpostavljal pomen gradnje značaja (character building), kjer je poudarjal načelo ljubeče prijaznosti nasproti vzdržnosti od škodovanja drugim, darežljivosti nasproti vzdržnosti od kraje, poštenja nasproti vzdržnosti od laži, marljivosti nasproti vzdržnosti od lenarjenja, zmernosti nasproti vzdržnosti od pretiravanja, posebej pa je poudarjal pomen dajanja desetine. Zelo pomembno je po njegovem tudi, da se ljudje vzdržijo drog. Le v primeru dolgoletnih posebnih obrednih priprav naj bi bilo drogo varno vzeti, sicer lahko to povzroči poškodbe čaker in napade zlih duhov ali negativnih elementalov.

#### Kundalini »energija«
Choa Kok Sui je verjel v obstoj »energije« kundalini, ki naj bi bila naš duhovni notranji ogenj. Napredne meditacije lahko izzovejo kundalini sindrom ali nezaželene škodljive učinke kundalinija na fizično in duševno zdravje zato je Choa Kok Sui učence opozarjal,da ne smejo jemati drog, jesti svinjskega mesa, svinjske masti, soma, jegulje, na splošno pa je priporočal čim manj mesa in morskih sadežev ter čim več zelenjave in sadja. Posebna oblika kundalini joge naj bi bila po Choi Kok Suiju tudi meditacija na čakre s hkratno krščansko molitvijo Oče naš.

#### Modri biser
Choa Kok Sui je trdil, da je modri biser (to je domnevni duhovni center v središču glave) istoveten pavjemu očesu Krišne, čakra duše, ki se nahaja pol metra nad glavo pa naj bi bila istovetna binkoštnemu ognju nad glavami zgodnjih kristjanov.

#### Bitja iz duhovnih svetov
Choa kok Sui je verjel v obstoj angelov, vodnikov in mojstrov iz duhovnih svetov. Nadalje je verjel v obstoj nižjih entitet kot o dezinkarnirani duhovi, negativni elementali (v krščanstvu poznani kot zli duhovi) ter pozitivni elementali, poleg tega pa še lastne entitete kot so pozitivne in negativne miselne forme.

#### Nauk o enajstih telesnih čakrah in čakri duše
Choa Kok Sui je na osnovi dolgoletnih proučevanj trdil, da v človeškem telesu obstaja enajst pomembnih čaker. Poleg klasičnih indijskih čaker (korenska, spolna, solarni pleksus, srčna, grlena, obrvna ali adžna in kronska čakra) je v svoj sistem uvrstil še vranično čakro, čakro meng mein (v mandarinski kitajščini: ming men), vranično čakro ter čelno čakro ali lalato, ki je po njegovem nauku pravo tretje oko. 30 centimetrov nad glavo naj bi obstajala še čakra višje duše. S pomočjo prane, molitve, misli in gibov rok naj bi bilo mogoče uravnovešati čakre, kar naj bi imelo za posledico izboljšano počutje ali celo ozdravitve. Kljub temu je Choa Kok Sui poudarjal, da se njegov zdravilni sistem lahko uporablja samo kot dopolnilo uradni medicini.